# Antoni de Sentmenat i de Cartellà
Antoni de Sentmenat i de Cartellà (Barcelona, 21 d'abril de 1734 – Aranjuez, 14 d'abril de 1806) va ser un bisbe i cardenal català.
Era fill cabaler de Joan Manuel de Sentmenat-Oms de Santapau i d'Oms, marquès de Castelldosrius, baró de Santa Pau, varvassor de Montescot, senyor d'Oms i de Canyamars i castlà d'Anglès, i de la seva esposa Maria Anna de Cartellà.
Quan tenia disset anys, i mitjançant una dispensa especial del papa Benet XIV pel fet de ser tan jove i no haver rebut cap orde eclesiàstic, fou nomenat canonge de la catedral de Barcelona. Ingressà a la Universitat de Cervera per la qual el 1756 es doctorà en dret canònic. L'any següent, i mentre preparava el doctorat en dret civil, abandonà els estudis puix que el papa Climent XIV li en dispensà per a poder ingressar com a auditor a la Sacra Rota Romana, càrrec que tanmateix de moment no ocupà.
Fou ordenat sacerdot a la catedral de Barcelona el 23 de setembre de 1758 pel bisbe Asensi Sales. Immediatament fou nomenat professor de dret canònic de la Universitat de Cervera, ardiaca de la catedral de Barcelona, jutge sinodal d'aquest bisbat i també ardiaca de Nendoz, a l'arquebisbat de Sant Jaume de Galícia.
L'abril de 1774 es traslladà a Roma per a ocupar-se finalment del càrrec d'auditor de la Sacra Rota, i allí fou elevat a prelat domèstic de Sa Santedat. El papa Pius VI el nomenà bisbe d'Àvila, i el 24 de febrer de 1783 fou consagrat a l'església de Santa Maria de Montserrat dels Espanyols de la Ciutat Eterna, de mans de Francesco Saverio de Zelada, cardenal del títol de Ss. Silvestro e Martino ai Monti i arxipreste de la Basílica de Santa Maria Major. Prengué possessió de la seva diòcesi per poders, i mentre durà en el càrrec mai no hi posà els peus. Finalment, en dimití el 22 de juny de 1784, perquè el rei Carles III d'Espanya el reclamà a la cort de Madrid amb els càrrecs de patriarca de les Índies Occidentals, capellà i gran almoiner reial, conseller d'estat i vicari general de l'exèrcit i de la marina.
En el consistori de 30 de març de 1789 i a petició del rei Carles IV, el papa Pius VI el nomenà cardenal prevere, però mai no anà a Roma a rebre el birret cardenalici i el títol corresponent. De fet, tampoc no volgué participar en el conclave de 1799-1800 a Venècia que elegí el papa Pius VII. Aquesta actitud abandonista comportà que, a parer d'alguns historiadors, se l'arribés a desposseir de la dignitat de cardenal. Tanmateix, l'anuari pontifici de 1807 dona notícia del seu decés l'any anterior, cosa que desmentiria la seva destitució.
Morí al Palau Reial d'Aranjuez, a la capella del qual està enterrat.

## Honors
Comandant de l'orde de Carles III